# 宇宙锂问题
在天文学中，锂问题或锂差异是指太初核合成+威尔金森微波各向异性探测器（BBN+WMAP）所预言的原初锂-7的丰度与天文观测到的数值之间所存在的差异。这是目前核天体领域的一个疑难问题。